# کاریزک (سرخس)
کاریزک (سرخس)، روستایی از توابع بخش مرزداران شهرستان سرخس در استان خراسان رضوی ایران است.

## جمعیت
این روستا در دهستان گل‌بی‌بی قرار دارد و براساس سرشماری مرکز آمار ایران در سال ۱۳۸۵، جمعیت آن ۱۲۹ نفر (۳۴خانوار) بوده‌است.